# Salame
Il salame è un tipo di salume insaccato, crudo e stagionato, ottenuto a partire da una miscela di macinato di carne e grasso. Il nome deriva dall'operazione di salatura che si rende necessaria per assicurarne la conservazione.
Alla carne e al grasso vengono aggiunti sale e spezie che variano localmente (tra le quali: aglio, pepe nero o bianco, macinato o in grani, finocchio e macis).

## Materia prima

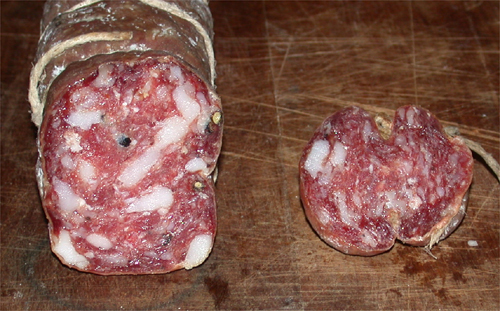
Un esempio di salame italiano: Salame genovese di Sant'Olcese.

La carne maggiormente utilizzata è tradizionalmente quella di maiale, considerata per quest'uso di maggior pregio, tanto che la normativa italiana vigente impone al produttore di dichiarare sull'etichetta che accompagna il prodotto il tipo di carne impiegata, se solo suino o misto suino; infatti, in molti prodotti tradizionali è specificato "puro suino". Prodotti tipici vengono preparati con carne di capra, pecora, cavallo, asino, oca, selvaggina come il cinghiale o il cervo o frattaglie. Altri ingredienti, a seconda delle tradizioni locali, possono essere le rape o il sangue. Il grasso è sempre suino, per motivi organolettici e di conservazione.
Il processo di stagionatura può essere favorito dall'introduzione di ingredienti quali latte e vino. Nei prodotti non casalinghi vengono aggiunti anche destrosio, nitriti e nitrati. L'insieme delle spezie e degli aromi aggiunti alla carne prende il nome di concia.

## Preparazione e stagionatura

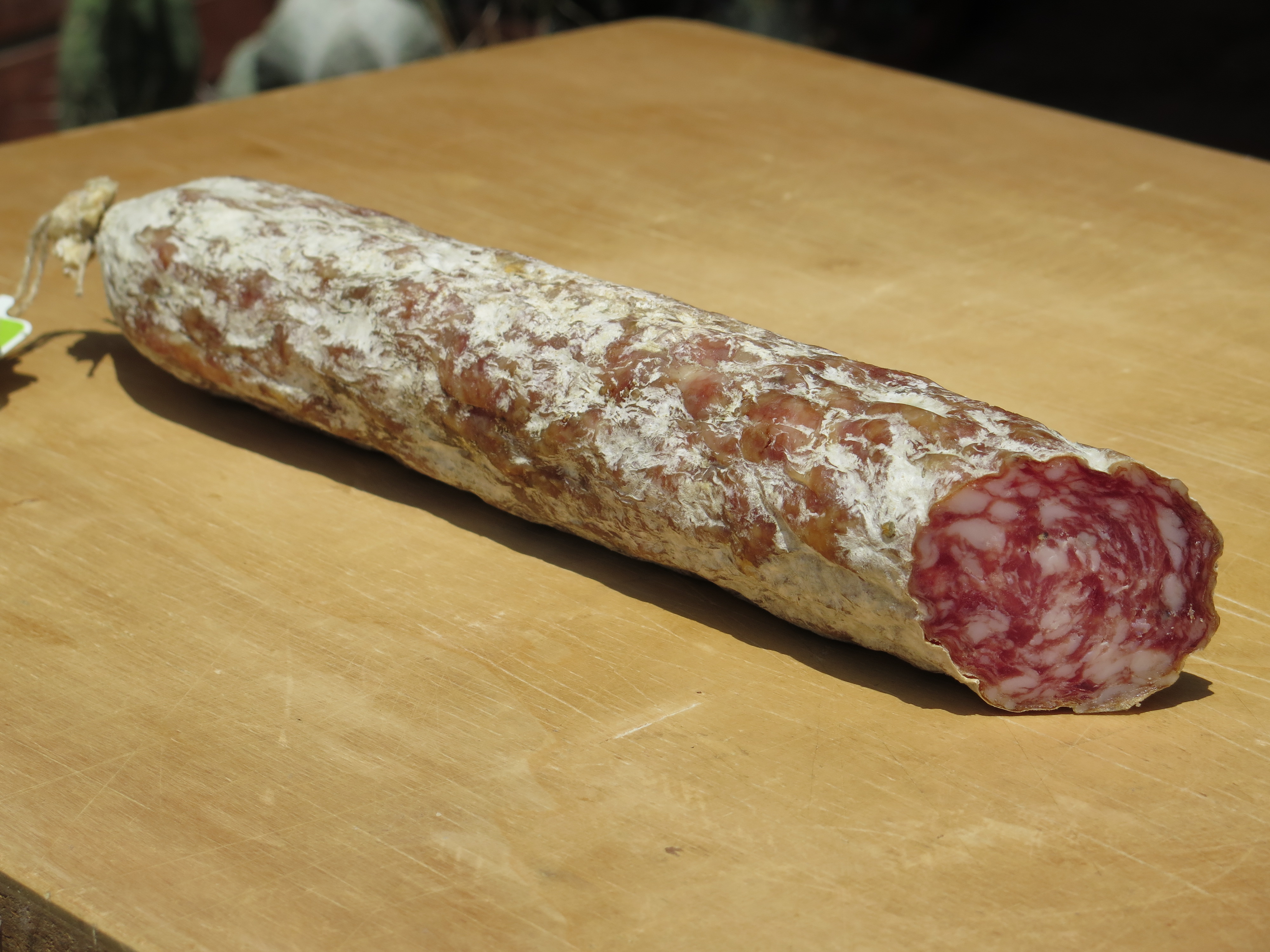
Salame friulano (P.A.T.)

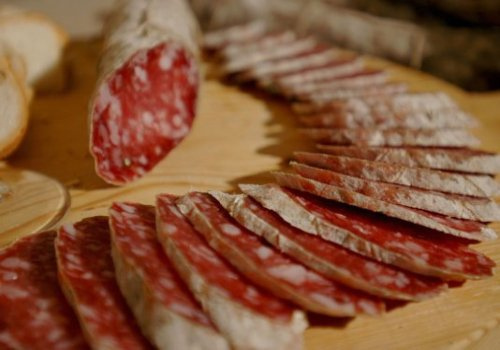
Salame mantovano

L'impasto può essere insaccato in un involucro di budello animale (solitamente suino, ma anche ovino, bovino o equino) o artificiale (cellulosa o collagene quelli più utilizzati). La lunghezza varia dai 10 cm ai 60 cm, il diametro (calibro) varia da 3 cm (Salame Cacciatore DOP) a circa 20 cm (crespone). Una volta insaccato il salame passa di norma un periodo in locali di asciugatura (circa una settimana) per passare poi alla stagionatura vera e propria, che varia a seconda della grandezza del salame (da 2 settimane per le salsicce stagionate fino anche a 6 mesi per prodotti tradizionali). Durante la stagionatura, la pelle del salame si ricopre di muffe, che gli danno il caratteristico colore bianco. Esse non sono comunque nocive, e anzi hanno una funzione protettiva della qualità della carne.
In alcune regioni (Romagna, Toscana) ad una parziale stagionatura all'aria può seguire una fase di conservazione in cenere di legna (salame sotto cenere) che conferisce ulteriori aromi.
Il salame prende i nomi dai tipi di budello usato o dai componenti e dalle località in cui viene prodotto.